# Петар Гргурић Охмућевић
Петар Гргурић Охмућевић је био сликар из Дубровника с краја 15. вијека.
О његовом је животу мало познато. На стражњој страни једне слике у загребачкој Штросмајеревој галерији, која потиче из босанског самостана Сутјеске, сачувало се, прилијепљено, родословље његово, писано тобоже 1482, са сликом Св. Гргура папе и грбовима Босне, Славоније, Хрватске, Далмације, Србије, Приморја, Немањића, Косачица итд.